# Championnats du monde de judo 2011
Navigation
Édition précédente Édition suivante
La 31e édition des Championnats du monde de judo, 14es depuis l'unification des compétitions masculine et féminine, se déroule à Paris en France du 23 au 28 août 2011. Organisée annuellement depuis 2009, la compétition est organisée pour la cinquième fois sur le sol parisien. Déjà hôte des éditions masculines en 1961 et 1979, de l'édition féminine 1982, et de l'édition unifiée en 1997, la capitale française accueille pour la cinquième fois un événement planétaire organisé par la Fédération internationale de judo (IJF). Ce chiffre est porté à sept si on prend en compte les éditions 1994 et 2006 des Championnats du monde par équipes. Comme lors de l'année 1997, l'ensemble des compétitions se déroule au Palais omnisports de Paris-Bercy. Ce rendez-vous se veut être une répétition générale à moins d'un an des Jeux olympiques de 2012 prévus à Londres.
Les épreuves individuelles sont marquées par une nouvelle domination japonaise qui termine en tête du tableau des médailles établi sur la base des quatorze catégories de poids ayant donné lieu à une épreuve. La domination nippone est toutefois moins nette que lors de l'édition 2010 organisée sur le sol japonais, puisque de 23 médailles dont 10 en or, le bilan de l'édition 2011 se stabilise à 15 médailles dont 5 en or à l'issue des cinq jours de compétition individuelles. Cette conclusion est ternie par les contre-performances observées dans les catégories lourdes (poids mi-lourds et poids lourds) où aucun Japonais n'est sacré. Le pays démontre en revanche sa suprématie sur les poids légers (super-légers, mi-légers et légers) en enlevant cinq des six épreuves comme l'année précédente. À domicile, le bilan français est conforme aux objectifs fixés par les instances nationales, à savoir terminer deuxième nation au tableau des médailles des épreuves individuelles et remporter cinq à six médailles, dont trois en or. Elle égale par ailleurs le nombre de titres, quatre, remportés au même endroit en 1997 quand elle avait failli bousculer pour la première fois de l'histoire l'hégémonie japonaise dans la compétition planétaire. Au sein du groupe français, la performance du poids lourd Teddy Riner, premier judoka de l'histoire à remporter une cinquième médaille d'or individuelle, est la plus remarquée. En outre, la France s'adjuge les deux titres par équipes, ce qui place la délégation à la première place des médailles si on combine résultats individuels et par équipes.
En vertu de son doublé polémique chez les femmes en plus de 78 kg avec Tong Wen, faisant son retour à la compétition après avoir été blanchie malgré une pratique dopante avérée en 2009, la Chine grimpe pour la première fois de son histoire sur la troisième marche du tableau des médailles, classement au sein duquel le Brésil (5 médailles), la Russie (4 médailles), la Corée du Sud et les Pays-Bas (3 médailles) confirment leur statut de places fortes dans la hiérarchie du judo mondial, globalement sujet à un statu quo malgré un nombre toujours élevé de délégations récompensées (vingt-trois). En revanche, l'équipe féminine cubaine et l'équipe de Mongolie, habituées à bien figurer, sont en retrait avec un bilan vierge de podium.
Six judokas parviennent à conserver leur titre acquis l'année précédente : le Français Riner en plus de 100 kg, sa compatriote Lucie Décosse en moins de 70 kg, la Japonaise Haruna Asami en moins de 48 kg, l'Ouzbek Rishod Sobirov en moins de 60 kg, le Sud-Coréen Kim Jae-bum en moins de 81 kg et le Grec Ilías Iliádis en moins de 90 kg.

## Organisation
Dès 2003, à l'occasion du Congrès de l'IJF tenu à Osaka dans le cadre des Championnats du monde, Michel Vial, président de la Fédération française de judo (FFJ) évoque une candidature de la France à l'organisation des mondiaux 2011. À l'époque, le pays est candidat à l'accueil des Jeux olympiques d'été de 2012 et un tel événement, à une année du rendez-vous olympique, intéressait la FFJ. Réunie en congrès dans le cadre des Championnats du monde 2007, l'IJF désigne à une très large majorité Paris pour accueillir le rendez-vous annuel le 10 septembre 2007 à Rio de Janeiro, aux dépens de Hambourg en Allemagne qui se porte également candidat pour l'édition 2010,,. Le projet français recueille en effet deux tiers des suffrages en sa faveur parmi les 180 délégués sondés.
La candidature allemande est portée lors du Congrès de l'IJF par le président de l'Association hambourgeoise de judo Rainer Ganschow et le délégué aux sports du land de Hambourg Ernst Andreas,. Elle souhaite accueillir la compétition dans la Color Line Arena, utilisée quelques mois auparavant lors des Championnats du monde de handball, et présente un budget total estimé à 1 million d'euros, 500 000 euros étant d'emblée garantis par le dossier. Parmi les arguments avancés figurent l'expérience de la ville en matière d'organisation de compétition de judo puisqu'elle accueille chaque année — jusqu'en 2009 — une étape de la Coupe du monde dans la Sporthalle Hamburg. Soupçonnant des conflits d'intérêts, la ville allemande, finalement défaite, souligne une décision « injuste », s'insurgeant notamment d'avoir eu un temps de paroles réduit à 6 minutes et 30 secondes au lieu de 10 minutes, ce qui empêche le champion olympique Udo Quellmalz, parrain de la candidature, de s'exprimer auprès de l'assistance.
Si le programme ne compte pas les épreuves toutes catégories, disputées lors d'un championnat distinct depuis 2008, les épreuves par équipes, tenues séparément depuis 1994, font elles leur apparition. Décidée un an auparavant lors des Mondiaux de Tokyo, cette insertion vise à promouvoir l'épreuve auprès des instances olympiques et les convaincre de l'intégrer au programme des futurs Jeux olympiques.
Le budget de l'organisation de la compétition est estimée à 6 millions d'euros par Jean-René Girardot, le secrétaire général de la Fédération française de judo, qui est chargé de chapeauter la préparation de l'événement.

## Site et billetterie
Les six jours de compétition se déroulent au Palais omnisports de Paris-Bercy, traditionnel théâtre du Tournoi de Paris, estampillé Grand Chelem par la Fédération internationale, mais également déjà hôte de l'événement en 1997. Dans sa configuration judo, la salle peut accueillir environ 12 000 spectateurs.
La recette de billetterie a permis à l'organisation d'engranger 1 million d'euros sur les six jours de compétition. Au total, 40 700 entrées payantes sont enregistrées, auxquelles s'ajoutent 23 000 invitations et 9 000 places réservées aux délégations. Le prix d'une place à l'unité pour assister à une journée de compétition s'établit entre 22 et 42 euros.

## Couverture médiatique
Ces championnats du monde sont diffusés dans 133 pays via un signal international produit par le groupe audiovisuel français Canal+. Ce signal est vendu auprès de 33 chaînes étrangères.
En France, la compétition est traditionnellement diffusée sur les chaînes à péage du groupe audiovisuel Canal+, à l'instar des Championnats d'Europe ou du Tournoi de Paris. Début 2011, le président de la Fédération française de judo s'émeut, dans une lettre ouverte adressée à ses licenciés, du manque de considération des médias français pour la retransmission de la compétition. Dans ce document, il affirme n'avoir reçu aucune réponse à l'appel d'offres lancé plusieurs mois auparavant, en particulier de la part du groupe public France Télévisions, particulièrement sollicité. TF1, M6 et Direct 8 n'ont également pas donné suite à cet appel,. La « non-popularité » du judo est la raison invoquée par son directeur des sports, Daniel Bilalian, selon Jean-Luc Rougé. Le sujet aurait été évoqué en conseil des ministres par le président de la République Nicolas Sarkozy. Pour des raisons économiques, Eurosport ne se porte également pas candidat.
Finalement, faute de réponse à l'appel d'offre, la fédération conclut un accord avec son partenaire historique Canal+ en octobre 2010, lors de l'édition annuelle du Sportel se tenant à Monaco, une convention internationale réunissant les acteurs du sport et des médias. Ce compromis intervient sans le moindre versement de droits de diffusion, à charge pour Canal+ de prendre en main les frais et moyens de production,, ce qui avait freiné l'intérêt d'Eurosport. Cet accord implique la gestion du signal international ainsi que ceux émis pour les quatre tatamis qui sont intégralement couverts avec des moyens inédits via l'usage d'une vingtaine de caméras au total.
Quelques semaines avant le début des compétitions, le groupe privé s'entend finalement avec France Télévisions pour une cession d'images diffusées quotidiennement, en troisième partie de soirée, après minuit, afin de proposer un résumé de la journée écoulée, les seules images gratuites de la compétition disponibles sur le territoire français. Ce programme est diffusé sur France 4 tandis que les combats sont diffusés en direct la journée sur Canal+ Sport, filiale du groupe Canal+.
Des audiences exceptionnelles pour les chaînes françaises concernées sont observées. Diffuseur exclusif des épreuves en direct, Canal+ Sport enregistre en moyenne 350 000 téléspectateurs chaque après-midi, avec un pic d'audience remarqué de 900 000 abonnés devant leur écran lors de la finale masculine des plus de 100 kg, épreuve la plus attendue par le public français en raison de l'entrée en lice du champion du monde Teddy Riner. Lors de la finale de ce dernier, dimanche 28 août 2011, la chaîne payante se place au deuxième rang des programmes les plus regardés par les Français. Sur le service public, 170 000 téléspectateurs sont enregistrés en moyenne chaque nuit, pour une part d'audience moyenne de 2,3 %.

## Programme

### Compétitions
| - Mardi 23 août : - moins de 48 kg femmes - moins de 60 kg hommes - moins de 66 kg hommes  | - Mercredi 24 août : - moins de 52 kg femmes - moins de 57 kg femmes - moins de 73 kg hommes | - Jeudi 25 août : - moins de 63 kg femmes - moins de 81 kg hommes | - Vendredi 26 août : - moins de 70 kg femmes - moins de 78 kg femmes - moins de 90 kg hommes |
| - Samedi 27 août : - plus de 78 kg femmes - moins de 100 kg hommes - plus de 100 kg hommes | - Dimanche 28 août : - par équipes femmes - par équipes hommes                               |                                                                   |                                                                                              |

## Délégations
865 sportifs sont inscrits auprès de la Fédération internationale de judo pour participer aux compétitions individuelles. Ces 511 hommes et 354 femmes représentent 131 délégations.
| Liste des délégations par ordre alphabétique : total (hommes + femmes) | Liste des délégations par ordre alphabétique : total (hommes + femmes) | Liste des délégations par ordre alphabétique : total (hommes + femmes) | Liste des délégations par ordre alphabétique : total (hommes + femmes) |
| --- | --- | --- | --- |
| - Afrique du Sud 2 (1 + 1) - Algérie 12 (6 + 6) - Allemagne 19 (9 + 10) - Andorre 3 (2 + 1) - Angola 3 (2 + 1) - Antilles néerlandaises 1 (1 + 0) - Arabie saoudite 2 (2 + 0) - Argentine 5 (5 + 0) - Arménie 4 (2 + 2) - Australie 14 (9 + 5) - Autriche 5 (3 + 2) - Azerbaïdjan 10 (8 + 2) - Barbade 2 (2 + 0) - Bénin 1 (1 + 0) - Biélorussie 3 (3 + 0) - Belgique 6 (3 + 3) - Bosnie-Herzégovine 3 (2 + 1) - Botswana 1 (1 + 0) - Brésil 19 (11 + 8) - Bulgarie 5 (3 + 2) - Burkina Faso 3 (2 + 1) - Cameroun 11 (8 + 3) - Canada 11 (7 + 4) - Cap-Vert 4 (3 + 1) - Chine 22 (9 + 13) - Taipei chinois 3 (1 + 2) - Chypre 2 (2 + 0) - Colombie 8 (2 + 6) - Corée du Nord 9 (4 + 5) - Corée du Sud 26 (14 + 12) - Côte d'Ivoire 2 (1 + 1) - Croatie 3 (1 + 2) - Cuba 15 (7 + 8) | - Danemark 2 (2 + 0) - Djibouti 2 (2 + 0) - Égypte 4 (4 + 0) - Émirats arabes unis 2 (2 + 0) - Équateur 3 (1 + 2) - Espagne 13 (4 + 9) - Estonie 5 (4 + 1) - États-Unis 25 (14 + 11) - Éthiopie 2 (1 + 1) - Fidji 3 (2 + 1) - Finlande 5 (3 + 2) - France 28 (14 + 14) - Gabon 1 (0 + 1) - Géorgie 14 (14 + 0) - Ghana 4 (3 + 1) - Grèce 6 (4 + 2) - Guam 2 (1 + 1) - Guatemala 1 (1 + 0) - Haïti 7 (4 + 3) - Honduras 1 (1 + 0) - Hong Kong 3 (2 + 1) - Hongrie 13 (7 + 6) - Inde 11 (5 + 6) - Iran 4 (4 + 0) - Irlande 1 (0 + 1) - Islande 2 (2 + 0) - Israël 9 (5 + 4) - Italie 14 (6 + 8) - Japon 28 (14 + 14) - Kazakhstan 24 (12 + 12) - Kenya 3 (3 + 0) - Kirghizistan 10 (8 + 2) - Kosovo[A] 2 (0 + 2) | - Laos 1 (0 + 1) - Lettonie 6 (5 + 1) - Liban 4 (2 + 2) - Lituanie 9 (5 + 4) - Luxembourg 2 (0 + 2) - Macao 4 (1 + 3) - Macédoine 2 (1 + 1) - Madagascar 2 (2 + 0) - Mali 2 (2 + 0) - Malte 4 (2 + 2) - Maroc 13 (8 + 5) - Maurice 3 (2 + 1) - Mexique 8 (4 + 4) - Moldavie 9 (8 + 1) - Monaco 1 (1 + 0) - Mongolie 23 (14 + 9) - Monténégro 3 (3 + 0) - Mozambique 4 (4 + 0) - Nauru 1 (1 + 0) - Niger 2 (2 + 0) - Nigeria 5 (3 + 2) - Nouvelle-Zélande 4 (3 + 1) - Népal 2 (1 + 1) - Ouzbékistan 15 (13 + 2) - Pakistan 2 (2 + 0) - Palestine 1 (1 + 0) - Panama 2 (2 + 0) - Papouasie-Nouvelle-Guinée 2 (2 + 0) - Paraguay 2 (2 + 0) - Pays-Bas 14 (7 + 7) - Pérou 4 (4 + 0) - Philippines 2 (2 + 0) - Pologne 13 (8 + 5) | - Portugal 7 (2 + 5) - Qatar 3 (2 + 1) - République dominicaine 2 (0 + 2) - République tchèque 6 (5 + 1) - Roumanie 8 (4 + 4) - Royaume-Uni 15 (8 + 7) - Russie 28 (14 + 14) - Îles Salomon 1 (1 + 0) - Salvador 2 (1 + 1) - Samoa américaines 1 (1 + 0) - Samoa 2 (2 + 0) - Sénégal 8 (2 + 6) - Serbie 7 (6 + 1) - Slovaquie 3 (2 + 1) - Slovénie 8 (4 + 4) - Sri Lanka 1 (0 + 1) - Suède 4 (3 + 1) - Suisse 7 (5 + 2) - Tadjikistan 6 (6 + 0) - Tchad 2 (0 + 2) - Thaïlande 8 (5 + 3) - Togo 1 (1 + 0) - Tunisie 3 (1 + 2) - Turkménistan 15 (7 + 8) - Turquie 11 (4 + 7) - Ukraine 24 (12 + 12) - Uruguay 1 (1 + 0) - Vanuatu 2 (1 + 1) - Venezuela 8 (4 + 4) - Viêt Nam 4 (0 + 4) - Yémen 2 (2 + 0) - Zambie 2 (2 + 0) |
| A. Deux représentants originaires du Kosovo, non reconnu par l'Organisation des Nations unies, participent aux compétitions sous la bannière de la Fédération internationale de judo. | | | |

## Podiums

### Femmes
| Épreuves                          | Or                    | Argent              | Bronze                                        |
| --------------------------------- | --------------------- | ------------------- | --------------------------------------------- |
| Moins de 48 kg Poids super-légers | Haruna Asami (JPN)    | Tomoko Fukumi (JPN) | Éva Csernoviczki (HUN) Sarah Menezes (BRA)    |
| Moins de 52 kg Poids mi-légers    | Misato Nakamura (JPN) | Yuka Nishida (JPN)  | Ana Carrascosa (ESP) Andreea Chiţu (ROU)      |
| Moins de 57 kg Poids légers       | Aiko Sato (JPN)       | Rafaela Silva (BRA) | Corina Căprioru (ROU) Kaori Matsumoto (JPN)   |
| Moins de 63 kg Poids mi-moyens    | Gévrise Emane (FRA)   | Yoshie Ueno (JPN)   | Anicka van Emden (NED) Urška Žolnir (SVN)     |
| Moins de 70 kg Poids moyens       | Lucie Décosse (FRA)   | Edith Bosch (NED)   | Yoriko Kunihara (JPN) Anett Mészáros (HUN)    |
| Moins de 78 kg Poids mi-lourds    | Audrey Tcheuméo (FRA) | Akari Ogata (JPN)   | Mayra Aguiar (BRA) Kayla Harrison (USA)       |
| Plus de 78 kg Poids lourds        | Tong Wen (CHN)        | Qin Qian (CHN)      | Ielena Ivachtchenko (RUS) Mika Sugimoto (JPN) |

### Par équipes
| Épreuves | Femmes | Hommes |
| -------- | --- | --- |
| Or       | France F : Priscilla Gneto, Automne Pavia, Gévrise Emane, Lucie Décosse, Ketty Mathé R : Pénélope Bonna, Sarah Loko, Clarisse Agbegnenou, Marie Pasquet, Anne-Sophie Mondière | France F : Dimitri Dragin, Ugo Legrand, Alain Schmitt, Romain Buffet, Teddy Riner R : David Larose, Benjamin Darbelet, Axel Clerget, Anthony Laignes, Matthieu Bataille |
| Argent   | Japon F : Misato Nakamura, Aiko Sato, Yoshie Ueno, Haruka Tachimoto, Mika Sugimoto R : Yuka Nishida, Kaori Matsumoto, Kana Abe, Yoriko Kunihara, Megumi Tachimoto | Brésil F : Leandro Cunha, Bruno Mendonça, Leandro Guilheiro, Tiago Camilo, Rafael Silva R : Felipe Kitadai, Flavio Canto, Luciano Corrêa, Hugo Pessanha (en), Daniel Hernandes (en) |
| Bronze   | Allemagne Marlen Hein, Franziska Konitz, Mareen Kraeh, Claudia Malzahn, Heide Wollert Luise Malzahn, Iljana Marzok (de), Miryam Roper, Romy Tarangul Cuba Kaliema Antomarchi, Yanet Bermoy, Yalennis Castillo, Onix Cortes Aldama, Maricet Espinosa, Yurileidys Lupetey, Dayaris Mestre, Idalys Ortiz | Corée du Sud Jeong-Hwan An, Jun-Ho Cho, Hwan Koo, Ki-Chun Wang, Jae-Bum Kim, Min Gyu Kim Kyu-Won Lee, Song Dae-Nam, Soo-Whan Kim, Sung-Min Kim Japon Masashi Ebinuma, Hiroyuki Akimoto, Masahiro Takamatsu, Daiki Nishiyama (en), Daiki Kamikawa Takashi Ono, Takamasa Anai, Junpei Morishita (en), Riki Nakaya, Keiji Suzuki |

## Tableau des médailles
Organe suprême du judo mondial, la Fédération internationale de judo n'a publié jusqu'à présent aucun tableau des médailles combinant épreuves individuelles et par équipes,.

### Individuel
Ci-dessous, le tableau des médailles à l'issue des 14 épreuves individuelles. La Fédération internationale de judo utilise les places de 5e et de 7e afin de départager les délégations à égalité.
| Rang  | Nation             | Or | Argent | Bronze | Total |
| ----- | ------------------ | -- | ------ | ------ | ----- |
| 1     | Japon              | 5  | 6      | 4      | 15    |
| 2     | France             | 4  | 0      | 1      | 5     |
| 3     | Chine              | 1  | 1      | 0      | 2     |
| 4     | Russie             | 1  | 0      | 3      | 4     |
| 5     | Corée du Sud       | 1  | 0      | 2      | 3     |
| 6     | Ouzbékistan        | 1  | 0      | 1      | 2     |
| 7     | Grèce              | 1  | 0      | 0      | 1     |
| 8     | Brésil             | 0  | 2      | 3      | 5     |
| 9     | Pays-Bas           | 0  | 2      | 1      | 3     |
| 10    | Allemagne          | 0  | 1      | 0      | 1     |
| 11    | Kazakhstan         | 0  | 1      | 0      | 1     |
| 12    | Monténégro         | 0  | 1      | 0      | 1     |
| 13    | Hongrie            | 0  | 0      | 2      | 2     |
| 14    | Roumanie           | 0  | 0      | 2      | 2     |
| 15    | Cuba               | 0  | 0      | 1      | 1     |
| 16    | Slovénie           | 0  | 0      | 1      | 1     |
| 17    | Azerbaïdjan        | 0  | 0      | 1      | 1     |
| 18    | États-Unis         | 0  | 0      | 1      | 1     |
| 19    | Espagne            | 0  | 0      | 1      | 1     |
| 19    | Ukraine            | 0  | 0      | 1      | 1     |
| 21    | Géorgie            | 0  | 0      | 1      | 1     |
| 22    | Moldavie           | 0  | 0      | 1      | 1     |
| 22    | République tchèque | 0  | 0      | 1      | 1     |
| Total | Total              | 14 | 14     | 28     | 56    |

### Par équipes
Ci-dessous, le tableau des médailles à l'issue des 2 épreuves par équipes. La Fédération internationale de judo utilise les places de 5e et de 7e afin de départager les délégations à égalité.
| Rang  | Nation       | Or | Argent | Bronze | Total |
| ----- | ------------ | -- | ------ | ------ | ----- |
| 1     | France       | 2  | 0      | 0      | 2     |
| 2     | Japon        | 0  | 1      | 1      | 2     |
| 3     | Brésil       | 0  | 1      | 0      | 1     |
| 4     | Corée du Sud | 0  | 0      | 1      | 1     |
| 5     | Allemagne    | 0  | 0      | 1      | 1     |
| 5     | Cuba         | 0  | 0      | 1      | 1     |
| Total | Total        | 2  | 2      | 4      | 8     |